# 第一代北角的弗雷澤男爵布魯斯·弗雷澤
第一代北角的弗雷澤男爵布魯斯·奧斯汀·弗雷澤 GCB，KBE（1888年2月5日—1981年2月12日）是英國皇家海軍高級軍官。他曾在第一次世界大戰中服役，在加里波利戰役中作戰，並在戰爭結束時參與對德國公海艦隊的拘留。他還在第二次世界大戰中服役，最初擔任第三海務大臣暨海軍主計長，然後擔任第二把手，之後擔任本土艦隊司令，帶領部隊摧毀德國沙恩霍斯特號戰艦。他後來成為第一海務大臣暨海軍參謀長，在這個職位上，他協助建立北大西洋公約組織，並在英國的激烈反對下，同意大西洋盟軍最高司令應由美國海軍將領擔任的原則。

## 早期海軍生涯
弗雷澤在1888年2月5日出生於英格蘭倫敦，是亞歷山大·弗雷澤將軍和莫妮卡·斯多爾斯·弗雷澤的兒子，在布拉德菲爾德學院接受教育。他於1902年9月加入皇家海軍，成為不列顛尼亞號訓練艦上的一名學員，並於1904年1月15日在海峽艦隊的漢尼拔號戰艦上以見習軍官身份通過。1905年2月，他被調至海峽艦隊的喬治王子號戰艦，1907年3月15日被提升為少尉，1907年5月加入凱旋號戰艦。1907年9月，他被調至吉普賽號驅逐艦，1908年3月15日被提升為中尉，並加入地中海艦隊的蘭開斯特號巡洋艦。
弗雷澤在1910年8月被調至本土艦隊，並在博阿迪西亞號上服役。1911年7月，他加入位於朴茨茅斯鯨魚島的皇家海軍砲兵學校卓越號，在那裡開始「長期課程」，以獲得專業砲兵軍官資格。1912年，他協助格林威治皇家海軍學院的高級炮術課程，然後在1913年加入卓越號的指導人員。
弗雷澤在第一次世界大戰中服役，最初在密涅瓦號巡洋艦上，在加里波利戰役中提供海軍炮火支持，然後攜帶部隊保護埃及的西部邊境。1916年初，他回到卓越號，並於1916年3月15日被提升為少校，年底加入決心號戰艦，擔任砲兵軍官。在戰爭的剩餘時間裡，他一直在大艦隊工作，並在1918年11月參加了對德國公海艦隊的拘留。

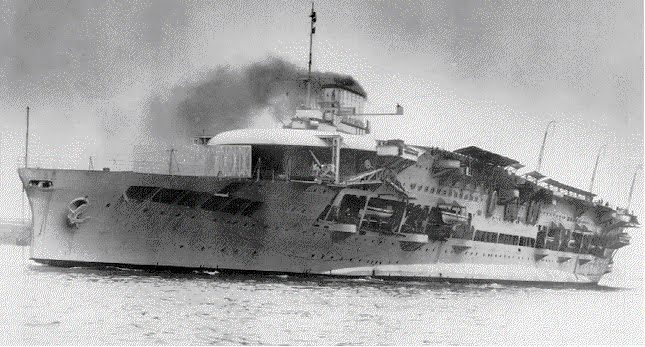
弗雷澤在1930年代中期指揮的光榮號戰列巡洋艦

戰後，在他於1919年6月30日晉升為指揮官，並於1919年7月17日被授予大英帝國軍官勳章後，弗雷澤自願為白俄里海船隊服務；然而在作為1920年英國皇家海軍恩澤利特派團任務的一部分抵達亞塞拜然時，他被布爾什維克俘虜並被監禁在巴庫的黑洞裡，直到1920年11月獲釋。隨後他回到卓越號，然後於1922年6月加入海軍部的軍械部。1924年12月，他成為地中海艦隊的砲兵軍官，1926年6月30日晉升為上校，1927年1月成為海軍部戰術司司長。1929年9月，他被任命為東印度艦隊的埃芬漢號巡洋艦的指揮官，然後在1933年7月成為海軍部的軍械部主任。
弗雷澤在1936年5月回到海上指揮光榮號航空母艦，之後在1937年成為旗艦航空母艦的首席參謀。1938年1月11日，他晉升為海軍少將，1938年4月被任命為地中海艦隊總司令的參謀長。在1939年的元旦授勳中，他被授予巴斯三等勳章。

## 第二次世界大戰
1939年3月，在第二次世界大戰開始前不久，弗雷澤被任命為第三海務大臣暨海軍主計長。1940年5月8日，他被晉升為海軍中將，在1941年的國王壽辰中被授予大英帝國騎士勳章，並在1942年6月成為本土艦隊的副司令和第二戰鬥中隊的旗手。1943年1月19日，他被授予荷蘭奧蘭治-拿騷大軍官勳章。

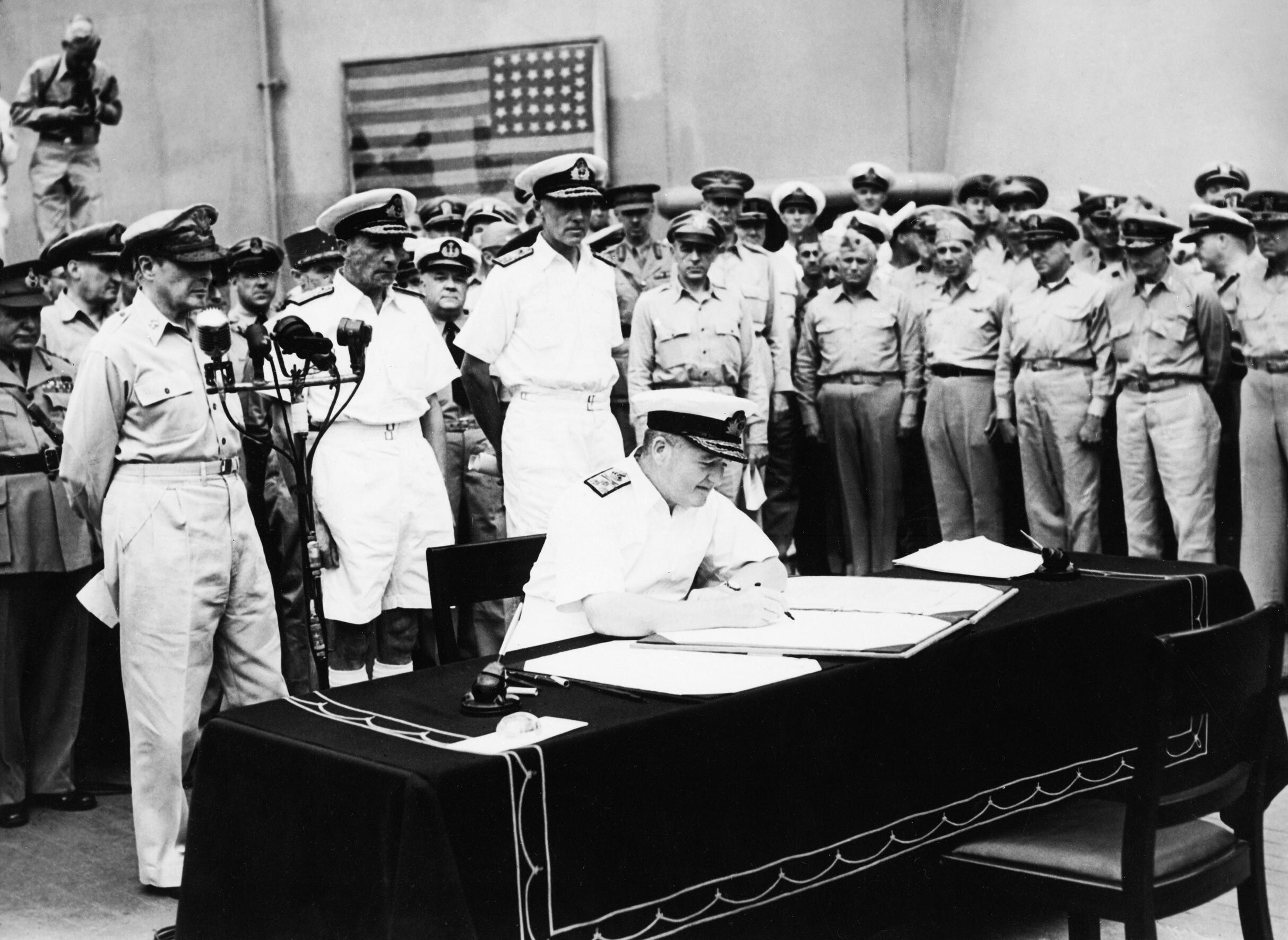
1945年9月2日，弗雷澤上將在東京灣的密蘇里號戰艦上簽署《降伏文書》

1943年5月，弗雷澤被任命為本土艦隊總司令，並在1943年的國王壽辰中被授予巴斯爵級司令勳章。在擔任本土艦隊總司令期間，他指揮皇家海軍部隊在1943年12月26日的北角海戰中摧毀德國沙恩霍斯特號戰艦。本土艦隊的部隊經常護送船隊前往蘇聯的摩爾曼斯克。弗雷澤確信沙恩霍斯特號將試圖攻擊JW 55B護航船隊，於是駕駛他的旗艦約克公爵號戰艦出海，到達護航船隊和德國戰艦在北挪威的基地之間的一個位置。沙恩霍斯特號的戰鬥力被約克公爵 號的反覆打擊所摧毀，其速度也因鍋爐房被14英寸砲彈擊中而降低，這使其失去逃跑的能力。然後沙恩霍斯特號被第一波四枚魚雷擊中，在集中火力和進一步的魚雷攻擊後，於當晚7時45分沉沒。這樣弗雷澤就為三年前他的老司令部光榮號被沙恩霍斯特號摧毀而報了仇。行動結束後，弗雷澤和他的艦隊回到摩爾曼斯克進行加油。
由於這次行動，他於1944年1月5日被授予巴斯爵級大十字勳章，並於2月25日被授予俄羅斯一級蘇沃洛夫勳章。
1944年2月7日，弗雷澤晉升為海軍上將，1944年8月指揮東印度艦隊，1944年12月指揮英國太平洋艦隊。他在澳大利亞雪梨的總部進行岸上指揮，並與美國海軍建立牢固的關係，採用他們的信號通信系統。1945年9月2日，弗雷澤出席在密蘇里號戰艦上舉行的日本投降儀式，並代表英國簽署日本投降書《降伏文書》。

## 戰後生涯

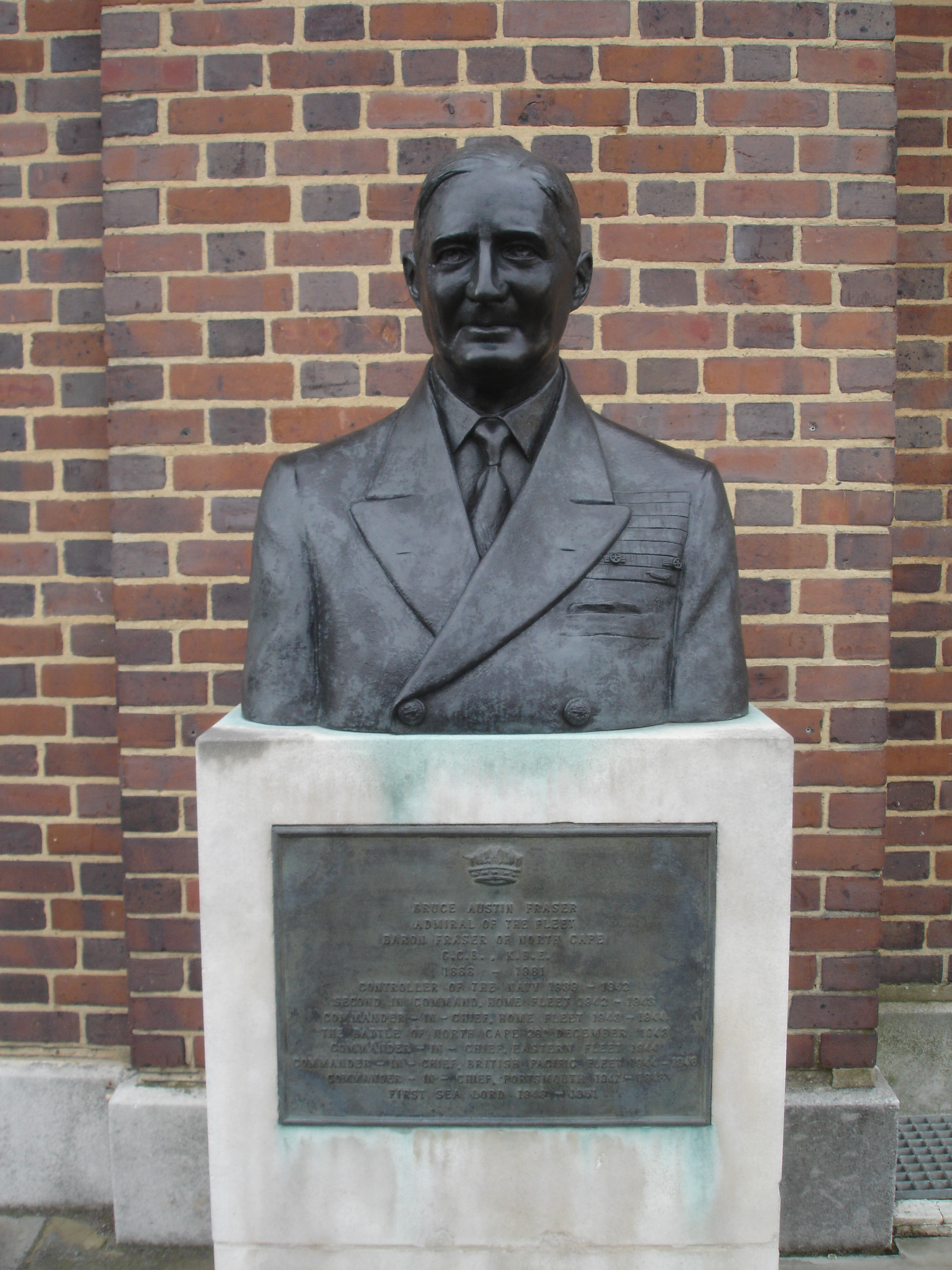
樸次茅斯海軍基地的弗雷澤上將半身銅像

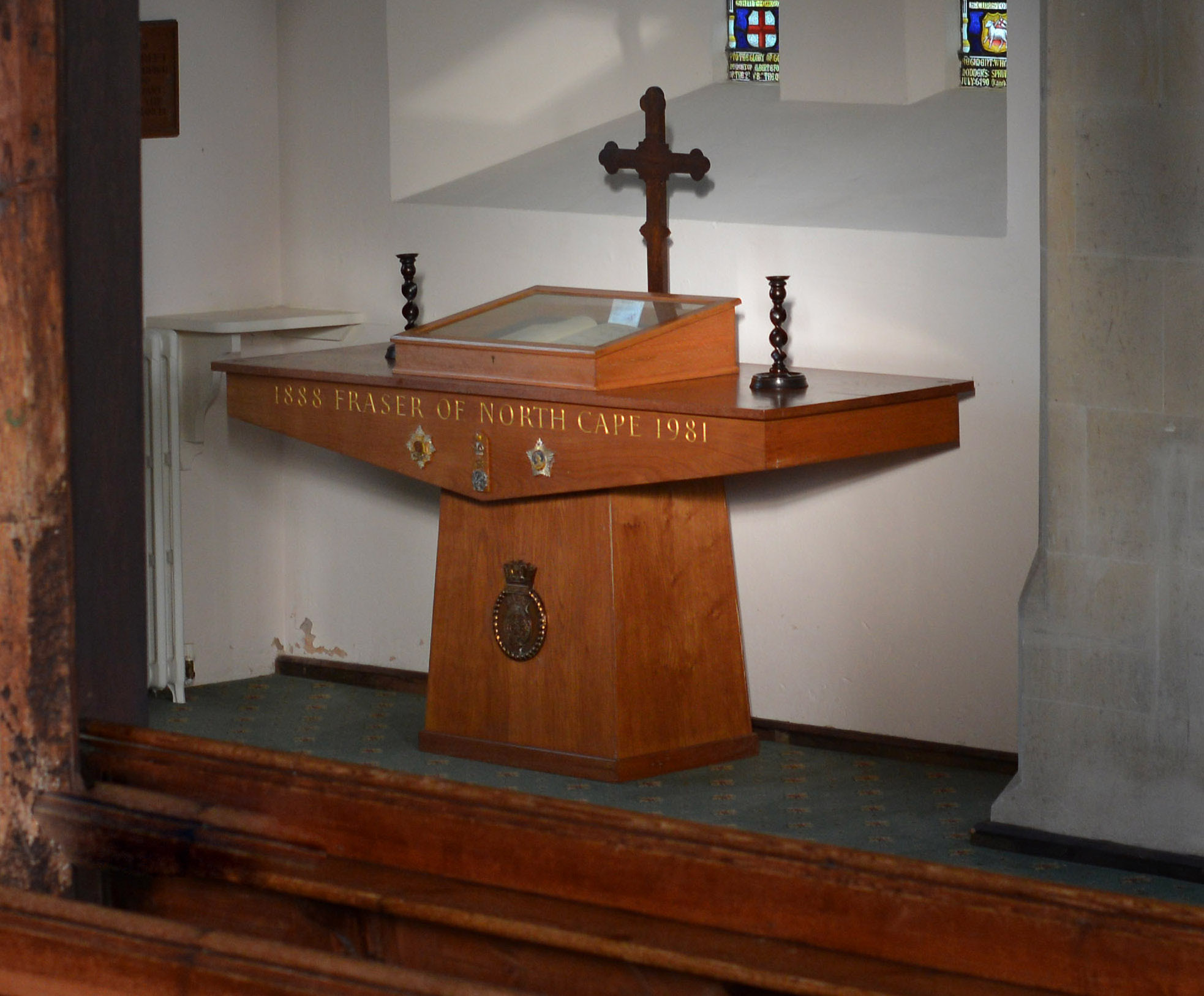
位於瑟斯利的聖邁克爾和所有天使教堂的弗雷澤上將紀念碑

1946年4月27日，弗雷澤被任命為國王的第一和首席海軍副官，9月，他被提升為貴族，成為北角的弗雷澤男爵，位於薩里郡莫爾西。1947年9月，他成為朴茨茅斯總司令，然後在1948年2月7日晉升為海軍元帥，9月成為第一海務大臣暨海軍參謀長。作為第一海務大臣，他協助建立北大西洋公約組織，並在英國的激烈反對下，同意大西洋盟軍最高司令官應由美國海軍將領擔任的原則。他於1951年12月退休，並於1981年2月12日在倫敦去世，享年93歲，此後該男爵領地便消失了。

## 來源
- Golovko, Admiral Arseni G. . London: Putnam. 1965.
- Heathcote, Tony. . Pen & Sword Ltd. 2002. ISBN 0-85052-835-6.
- Howland, Vernon W., Captain, RCN. . Warship International (Toledo, OH: International Naval Research Organization). 1994, XXXI (1): 47–62  [9 June 2010]. （原始内容存档于22 May 2001）.

## 延伸閱讀
- Humble, Richard. . Routledge & Kegan Paul. 1983. ISBN 9780710095558.
- Murfett, Malcolm. . Westport. 1995. ISBN 0-275-94231-7.
- Raven, Alan; Roberts, John. . Annapolis, Maryland: Naval Institute Press. 1976. ISBN 0-87021-817-4.

## 外部連結
- Transcription of Official Service Records on www.admirals.org.uk
- The Dreadnought Project: Bruce Fraser, 1st Baron Fraser of North Cape （页面存档备份，存于）
- 有关第一代北角的弗雷澤男爵布魯斯·弗雷澤在德国经济学中央图书馆（ZBW）20世纪新闻档案中的剪报。

| 军职                       | 军职                                    | 军职                            |
| -------------------------- | --------------------------------------- | ------------------------------- |
| 前任： 雷金納德·亨德森爵士 | 第三海務大臣暨海軍主計長 1939年－1942年 | 繼任： 弗雷德里克·韋克-沃克爵士 |
| 前任者： 約翰·托維爵士     | 本土艦隊總司令 1943年－1944年           | 繼任者： 亨利·摩爾爵士          |
| 前任： 詹姆斯·薩默維爾爵士 | 東印度艦隊總司令 1944年                 | 繼任： 丹尼斯·博伊德爵士        |
| 前任： 傑佛瑞·林頓爵士     | 樸茨茅夫總司令 1947年－1948年           | 繼任： 阿爾傑農·威利斯爵士      |
| 前任： 約翰·康寧漢爵士     | 第一海務大臣暨海軍參謀長 1948年－1951年 | 繼任： 羅德里克·麥克格里格爵士  |
| 榮銜                       |                                         |                                 |
| 前任者： 約翰·托維爵士     | 第一和首席海軍副官 1946年－1948年       | 繼任者： 亨利·摩爾爵士          |
| 聯合王國貴族爵位           |                                         |                                 |
| 新建立                     | 第一代北角的弗雷澤男爵 1946年－1981年   | 消失                            |